# Calella
Calella település Spanyolországban, Barcelona tartományban. Lakosainak száma 20 369 fő (2024).

## Történelme
A háborúk és forradalmak ellenére az ipari tevékenység (textilipar) és a transzatlanti kereskedelem fenntartotta termelését. 1854-ben megkezdődött a nagy hajók és halászhajók építése. 1861. augusztus 1-jén a vonat hivatalosan is megérkezett Calellába, bár már 1859 óta megállt a Calella ideiglenes megállóban. A lakosság száma növekedni kezdett, 1860-ban 3500 fő volt, 1900-ban pedig már 4316 fő. A növekedés oka az első gőzüzemű gyárak létesítése volt, amelyek ellensúlyozták a gyarmatok elvesztése miatt a tengeri kereskedelemben bekövetkezett zavarokat.
A 20. század első évtizedei Calella iparának fénykora voltak, amelyet a spanyol polgárháború szakított meg. A textilipar hanyatlása szorosan összefüggött a turizmus látványos fejlődésével, különösen az 1960-as évektől kezdve. Ez a folyamat egyértelműen tükröződik a demográfiai adatokban: erős növekedés 1900 és 1930 között, stagnálás 1930 és 1960 között, majd látványos növekedés az 1960-as és 1970-es években.
Az 1970-es évektől az 1990-es évek közepéig Calella a közép-európai turizmus (német, holland, dán, angol, francia) fontos célpontjává vált, és így népszerűen Calella dels Alemanys néven vált ismertté, mivel lakossága a turisztikai főszezonban (amely egybeesik a tavasz végével, a nyárral és az ősz kezdetével) megháromszorozódott. Jelenleg a turizmus sokszínűsége nőtt, és a látogatók gyakorlatilag Európa minden országából érkeznek.

## Földrajza
Calella Pineda de Mar, Sant Pol de Mar és Sant Cebrià de Vallalta községekkel határos.

## Megközelítése
A település Barcelona felől a Barcelona–Mataró–Maçanet-Massanes-vasútvonalon közelíthető meg a RENFE/Rodalies de Catalunya R1 elővárosi járataival.

## Látnivalók
- Világítótorony

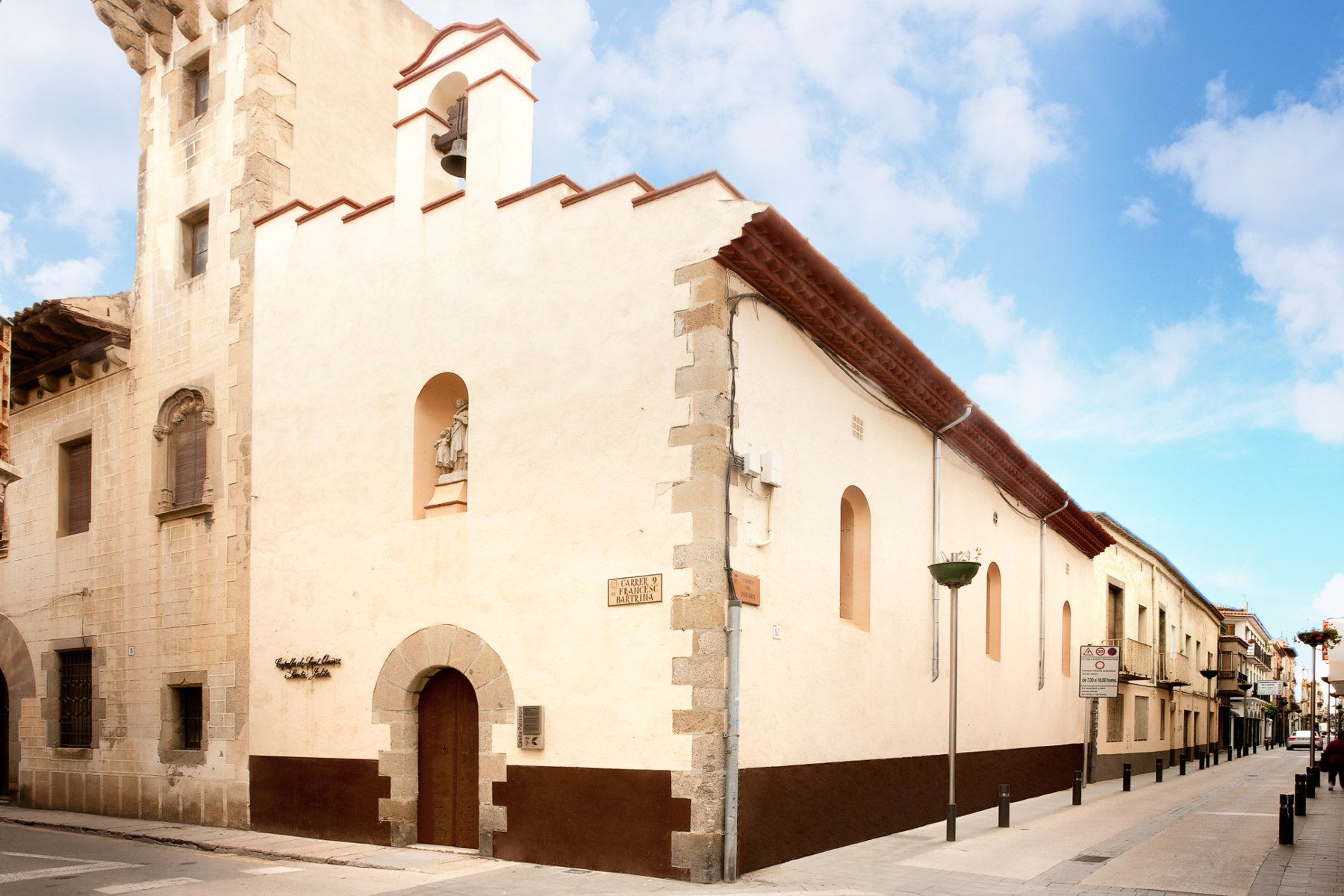
Capella de St Quirze i Sta Julita http://www.calella.cat/adreces-i-telefons/capella-de-sant-quirze-i-santa-julita
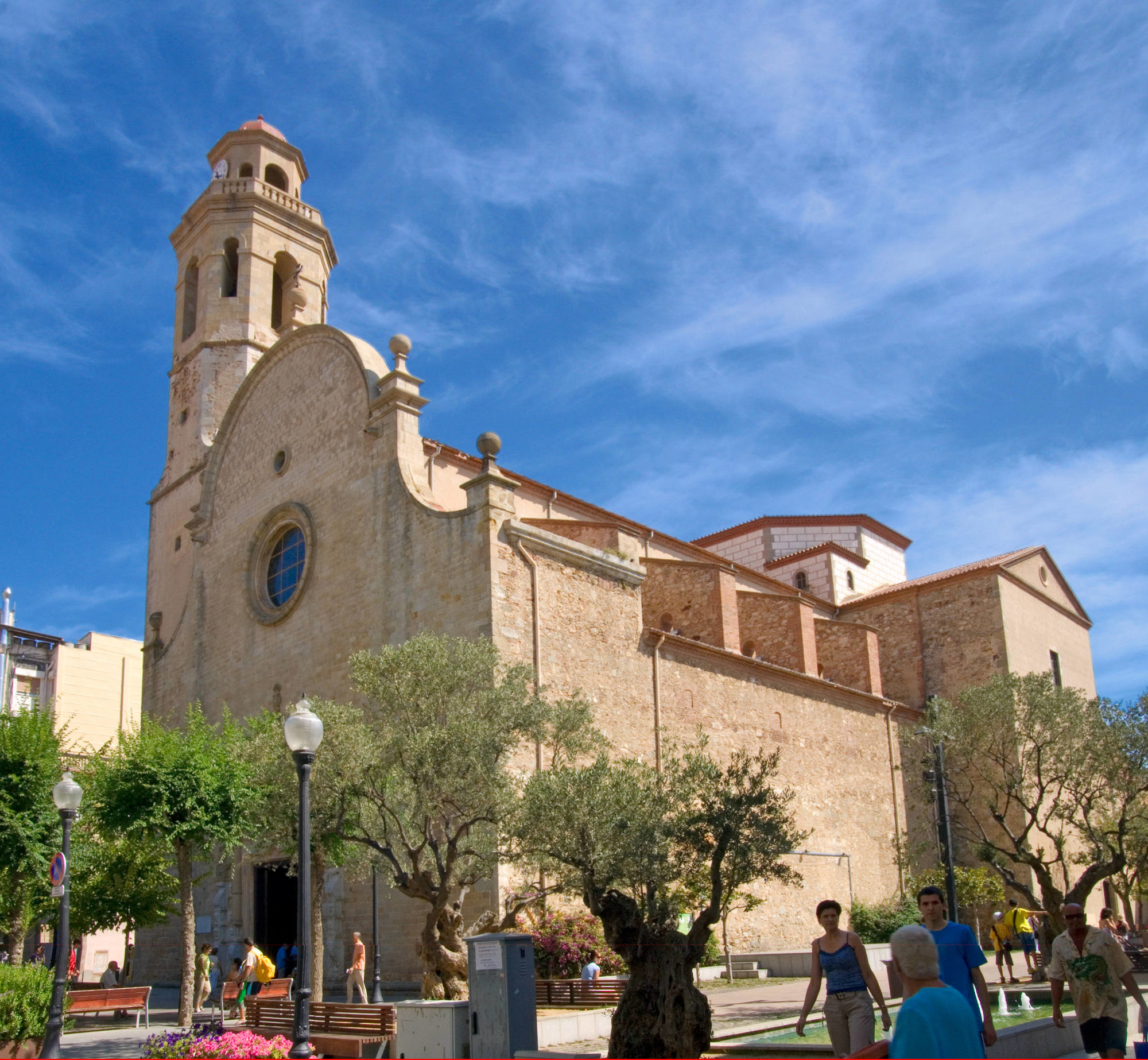
Església Santa Maria i Sant Nicolau
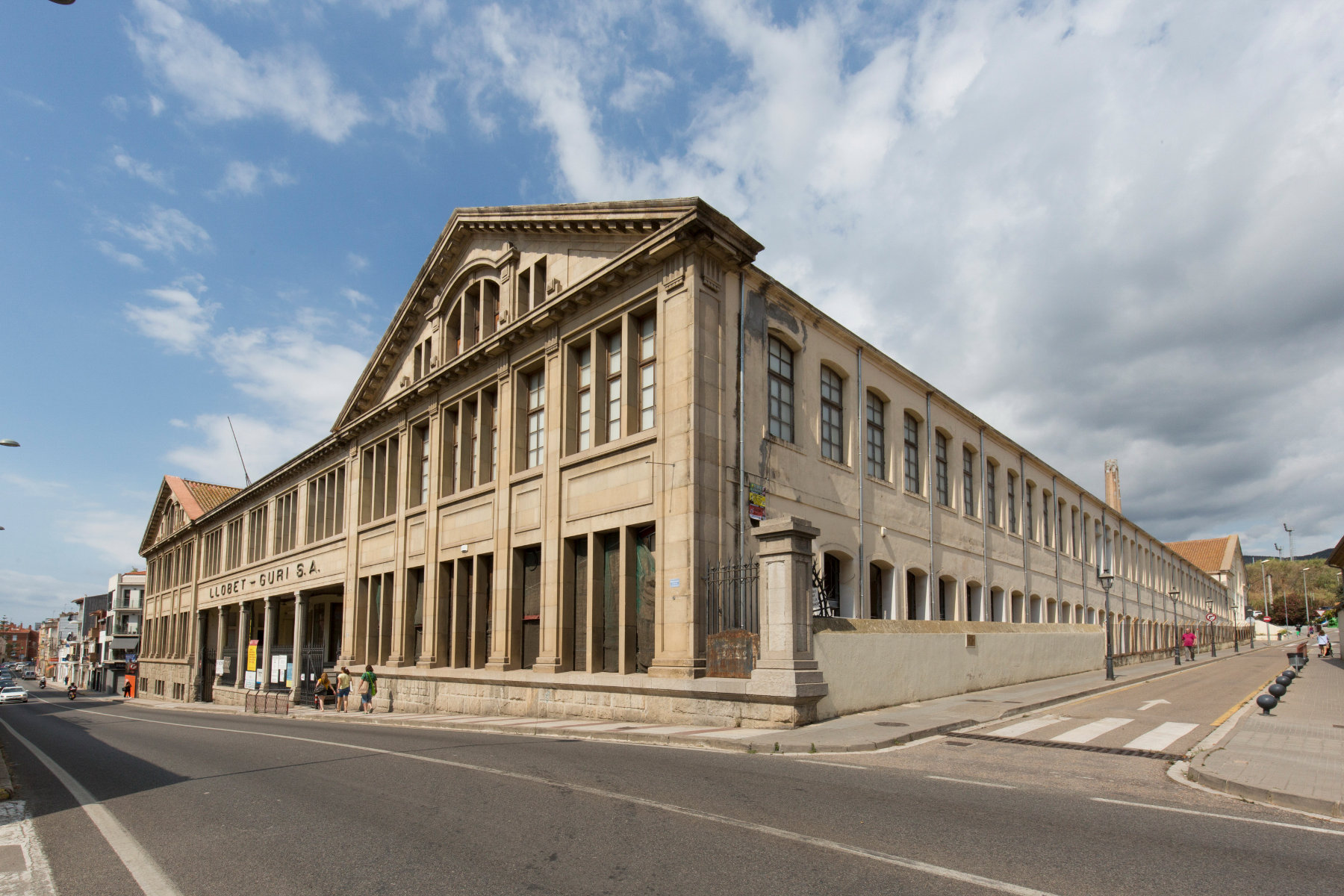
Fabrica Llobet Guri
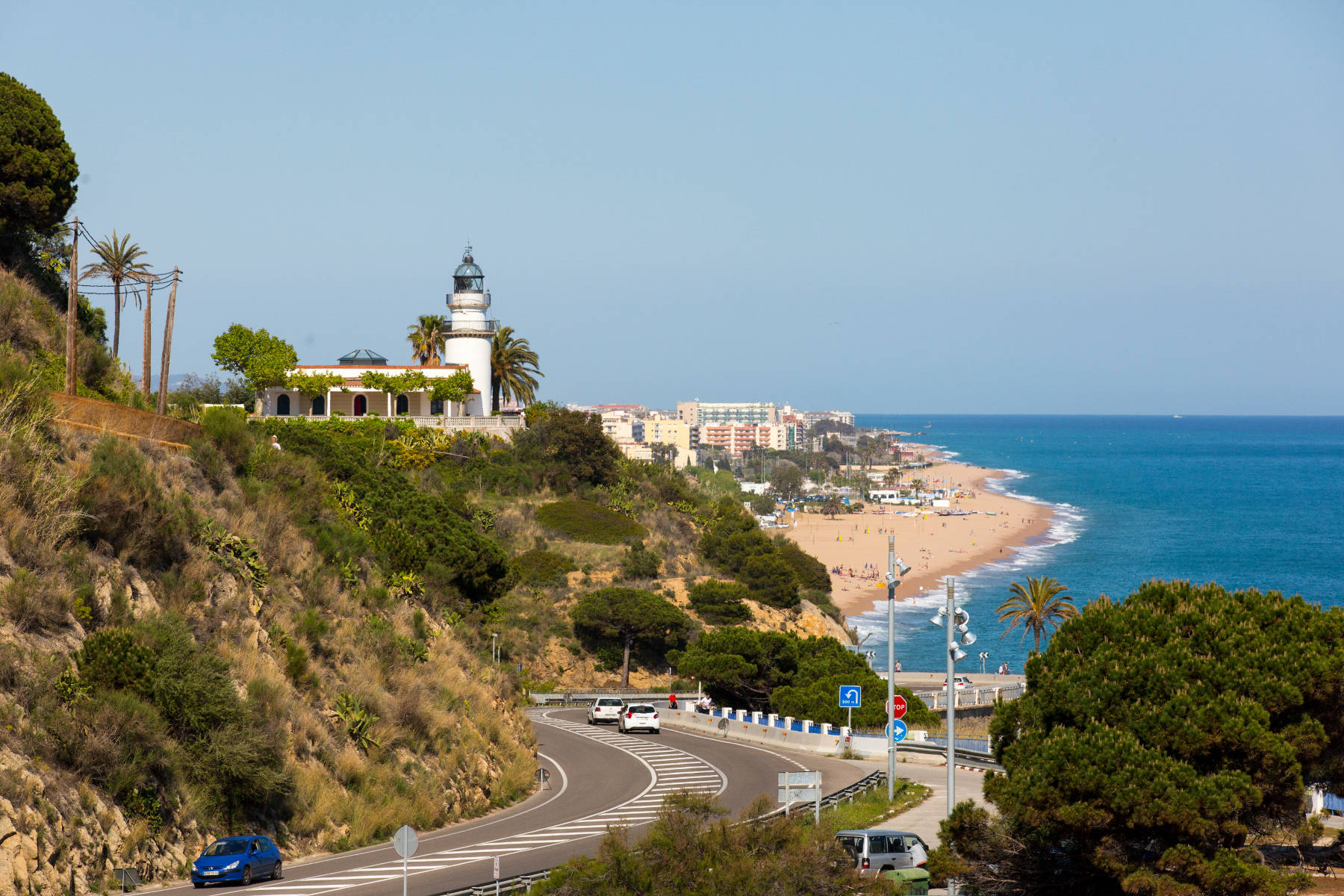
Far de Calella
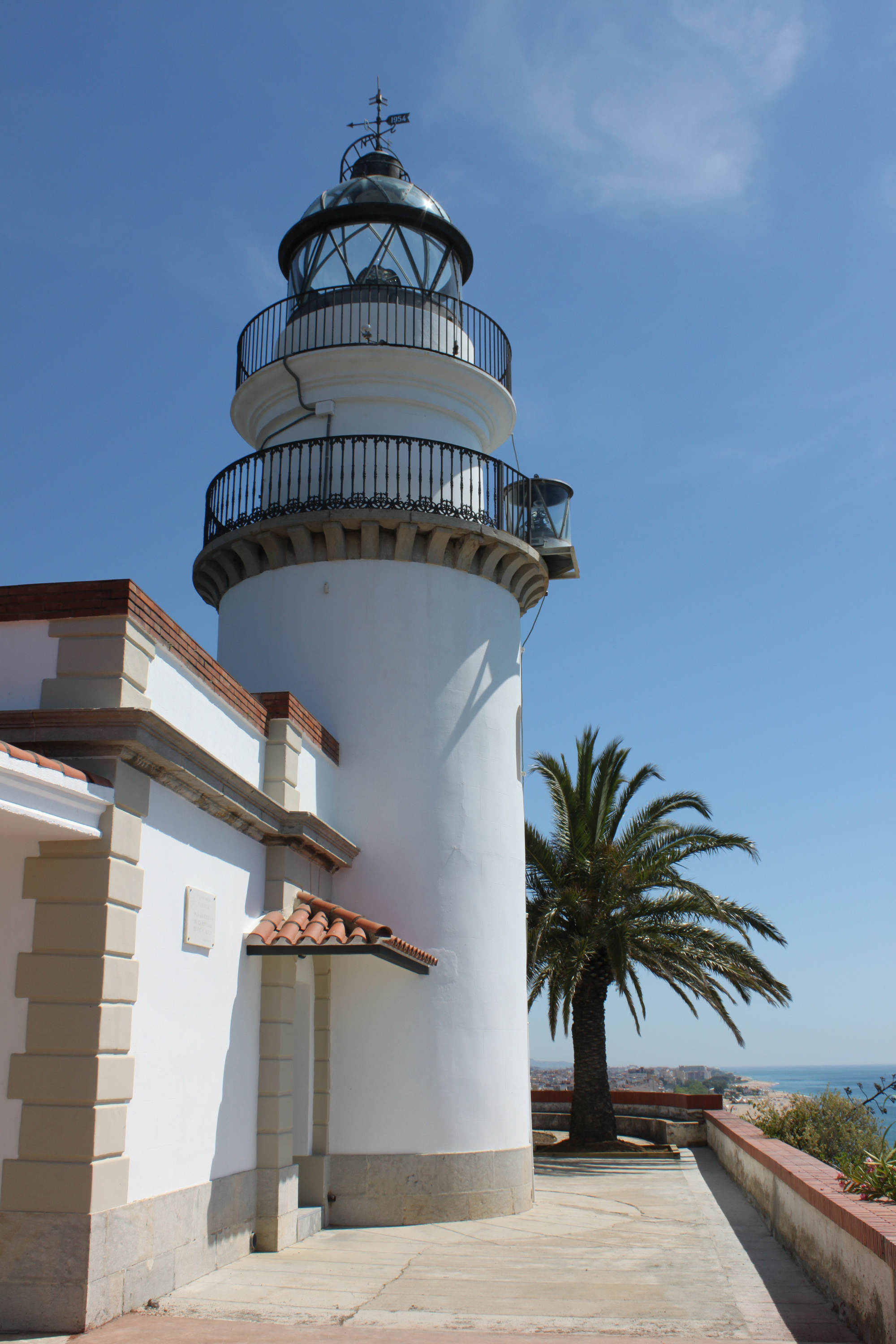
Far de Calella
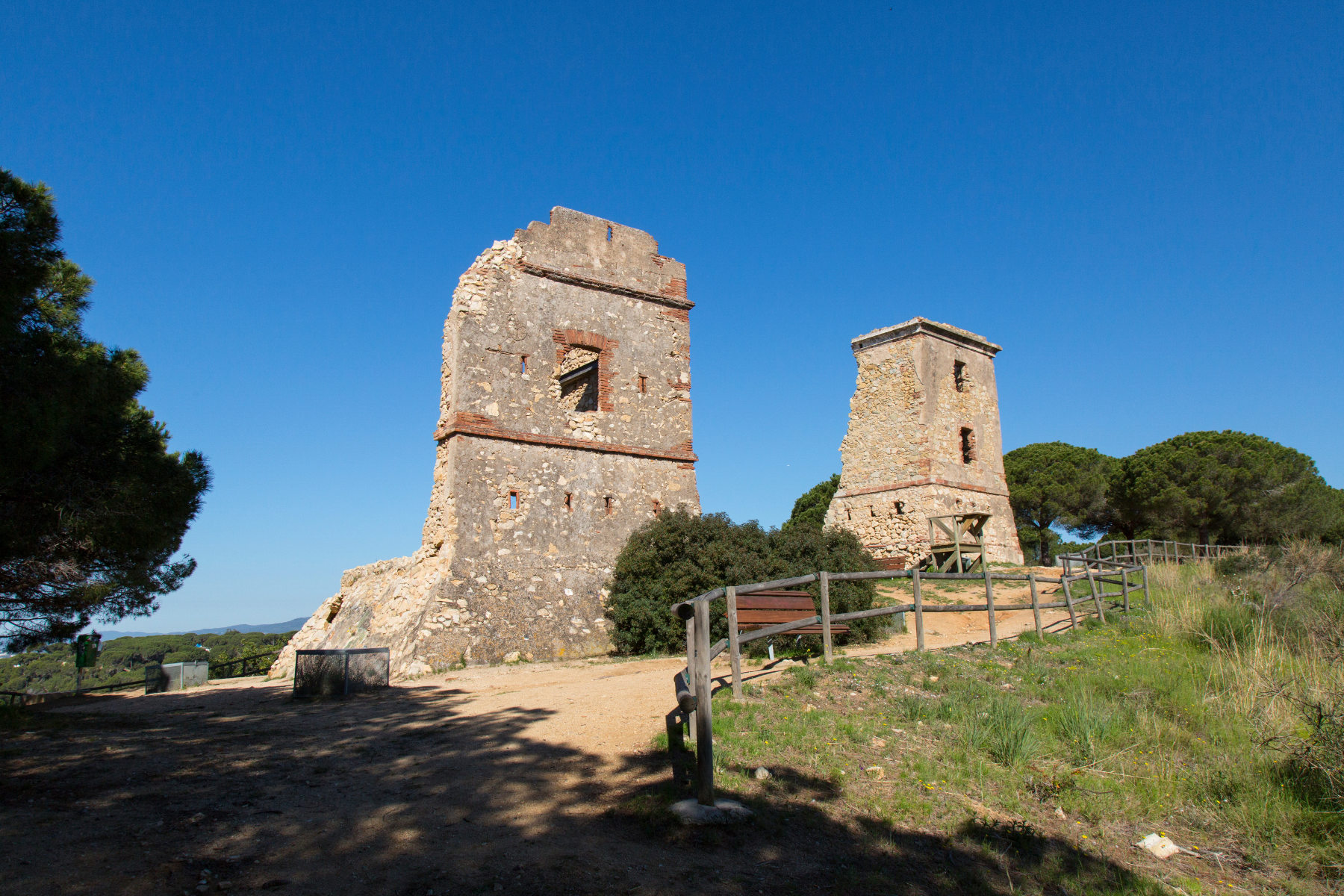
Torretes de Calella
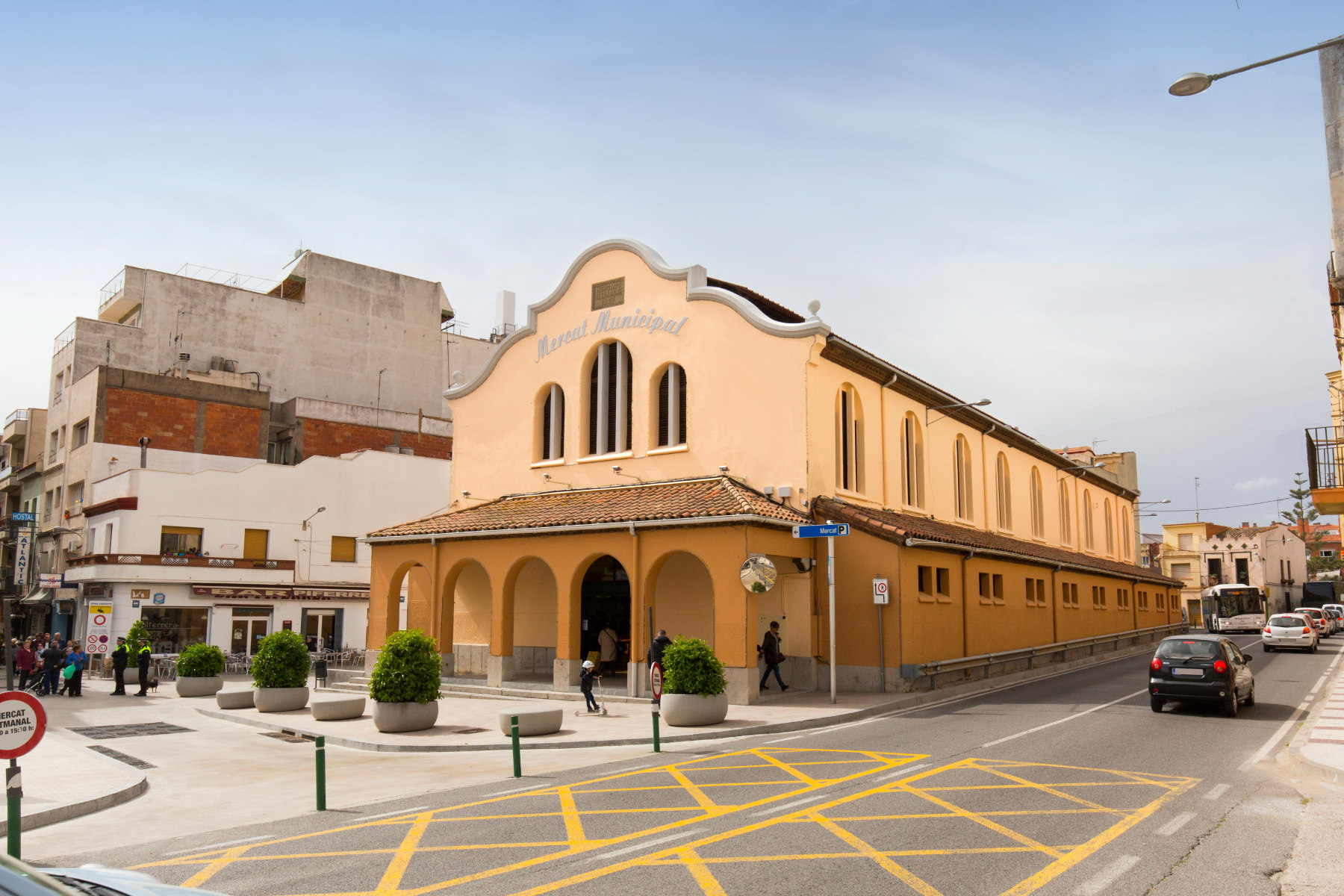
Mercat Municipal
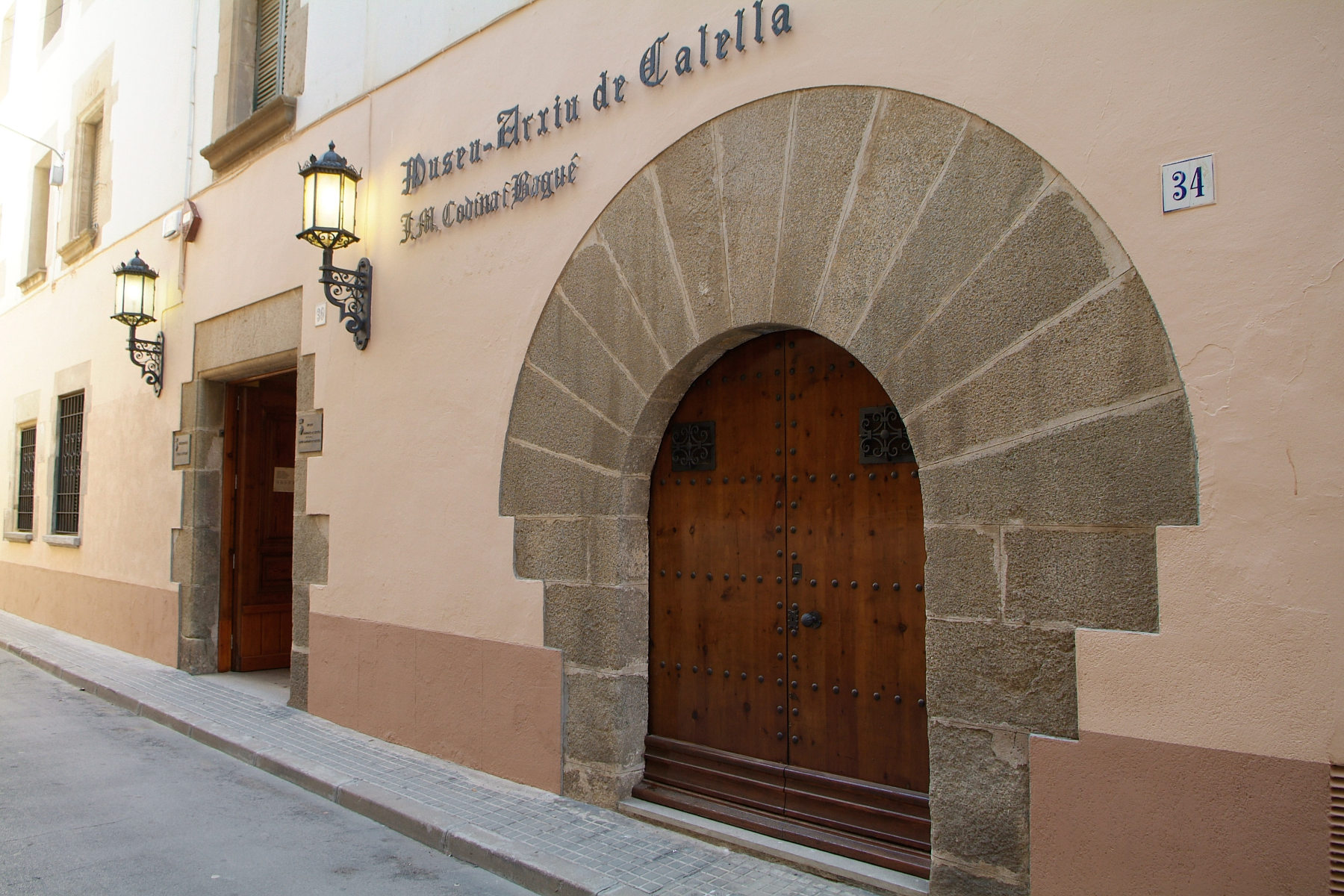
Museu Arxiu Calella
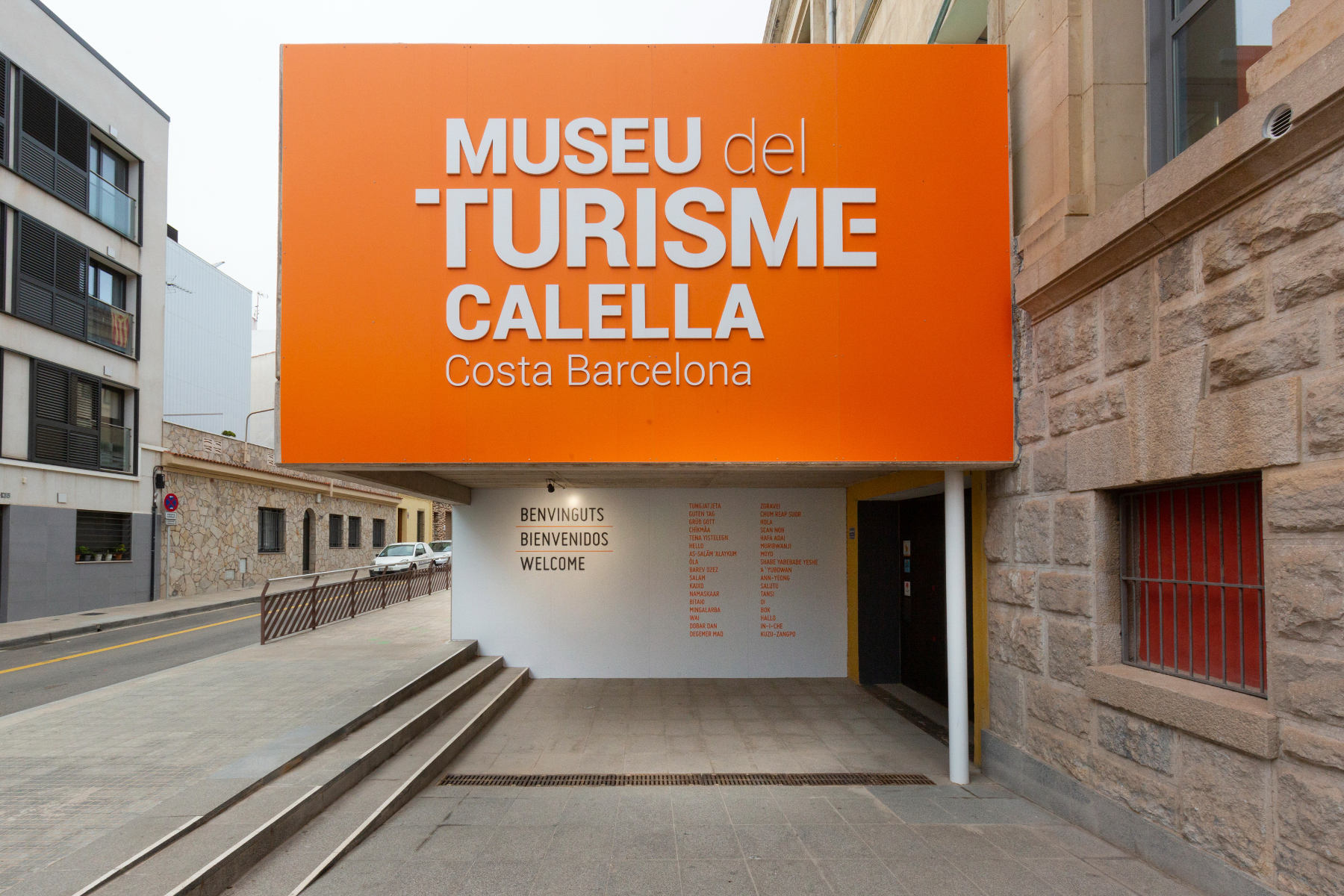
Museu Turisme
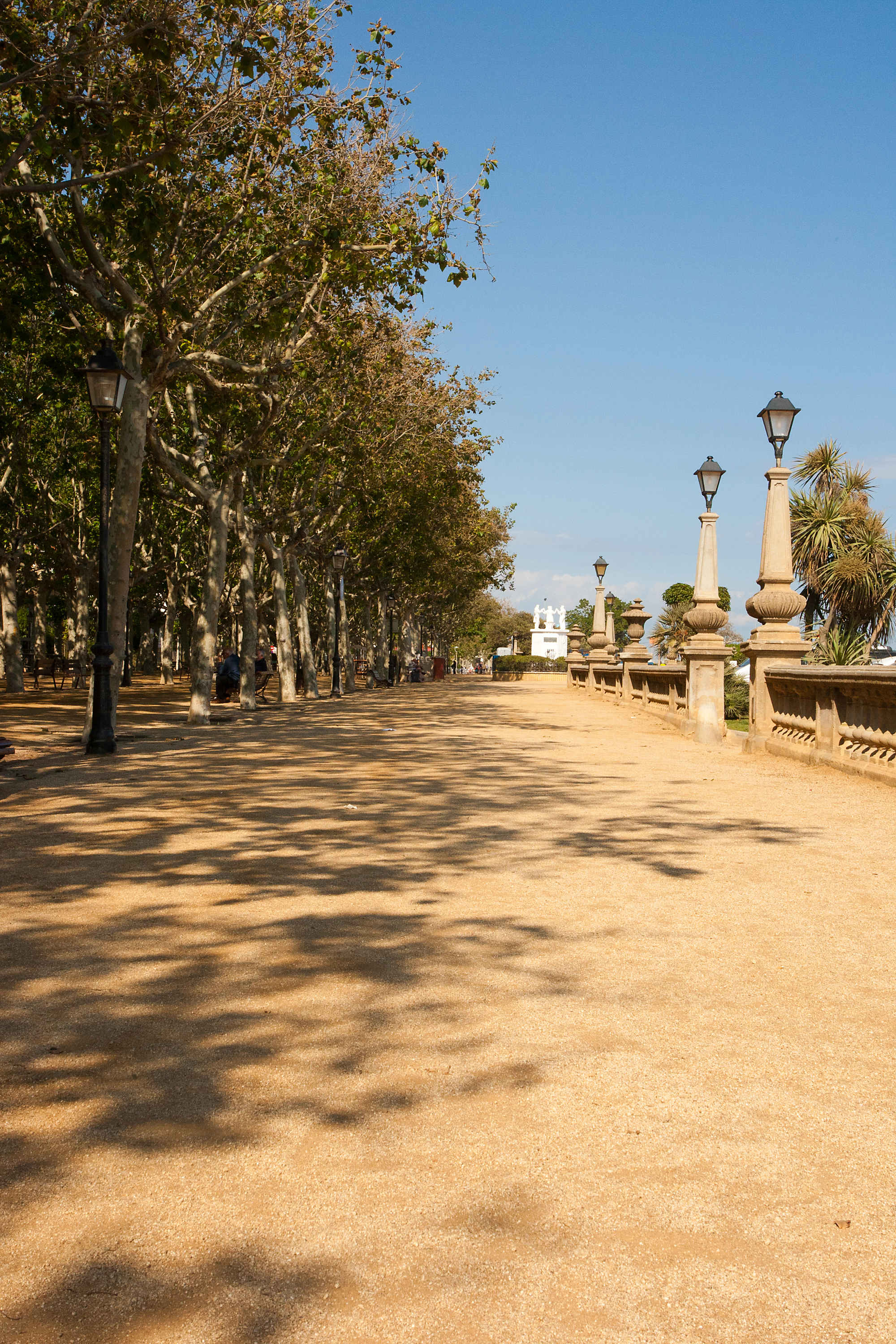
Passeig Manuel Puigvert
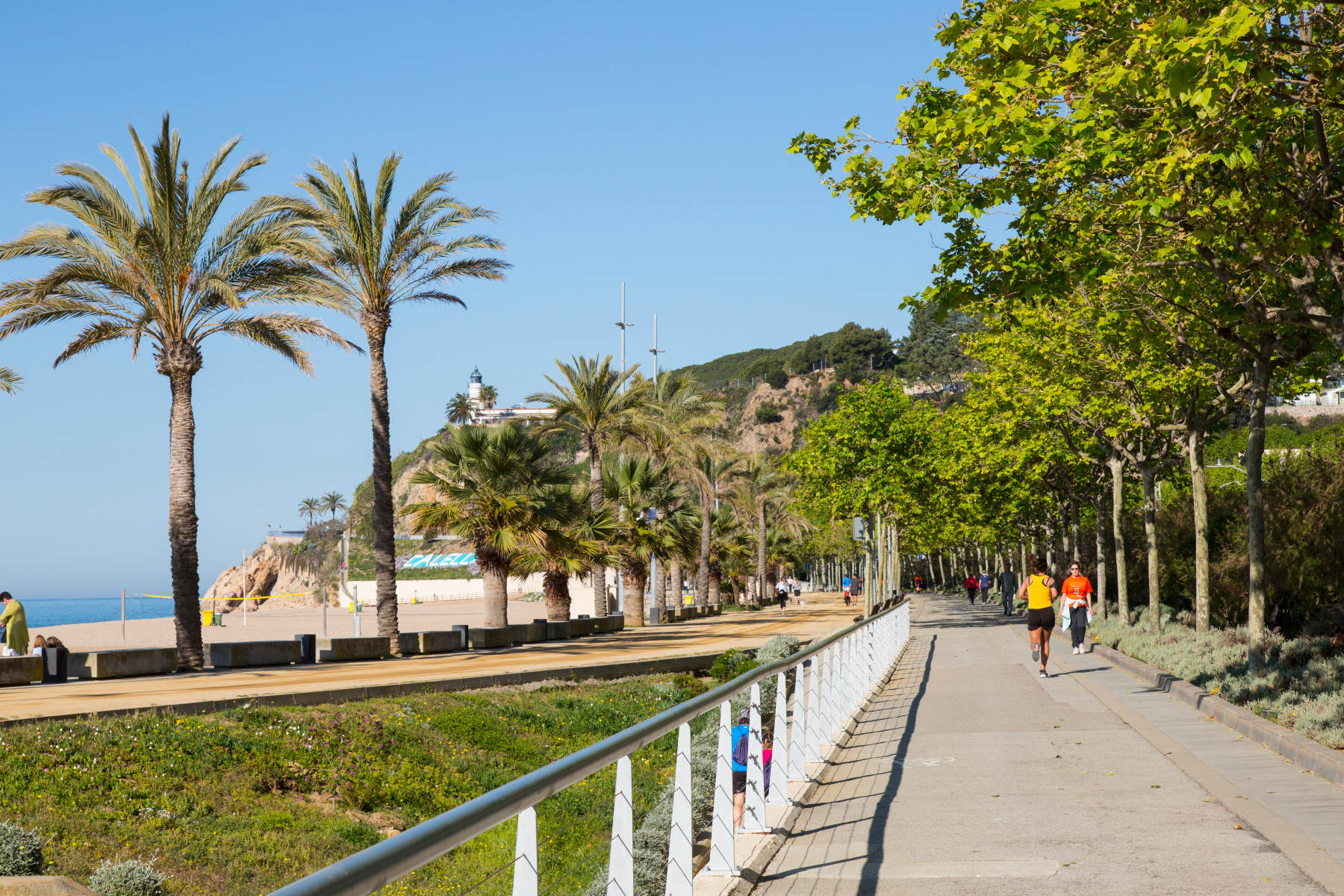
Passeig Garbí
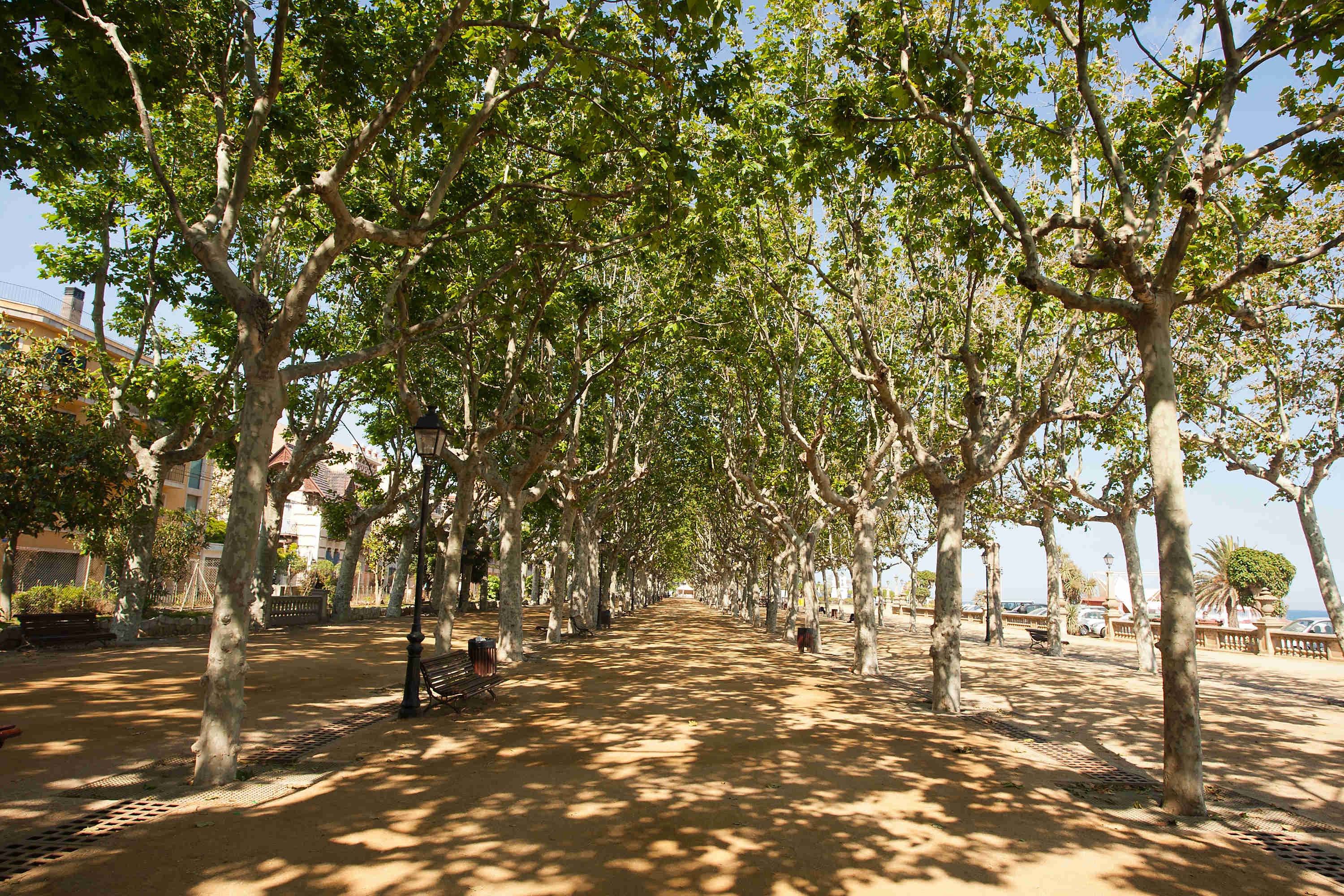
Passeig Manuel Puigvert
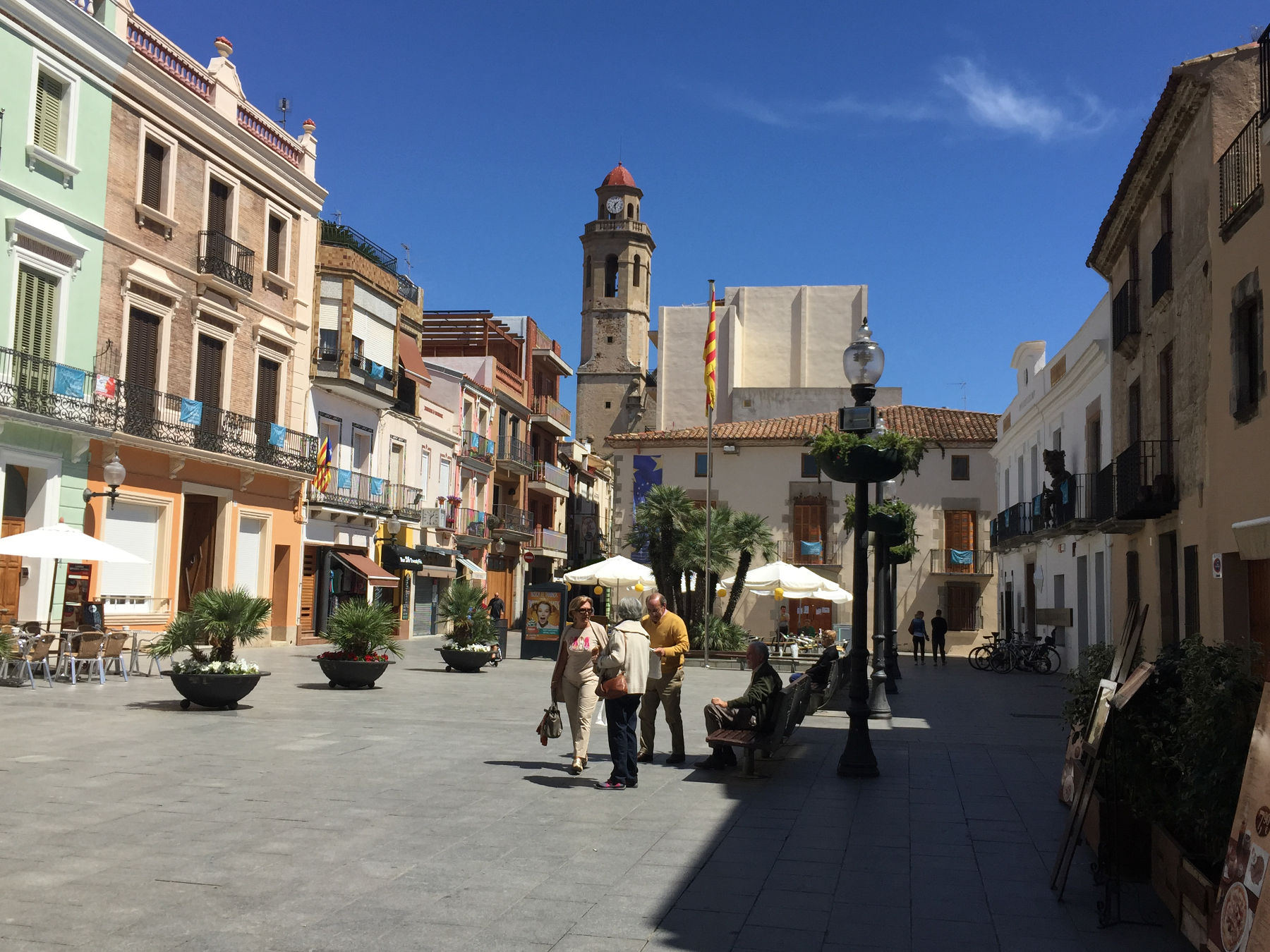
Plaça de l'Ajuntament
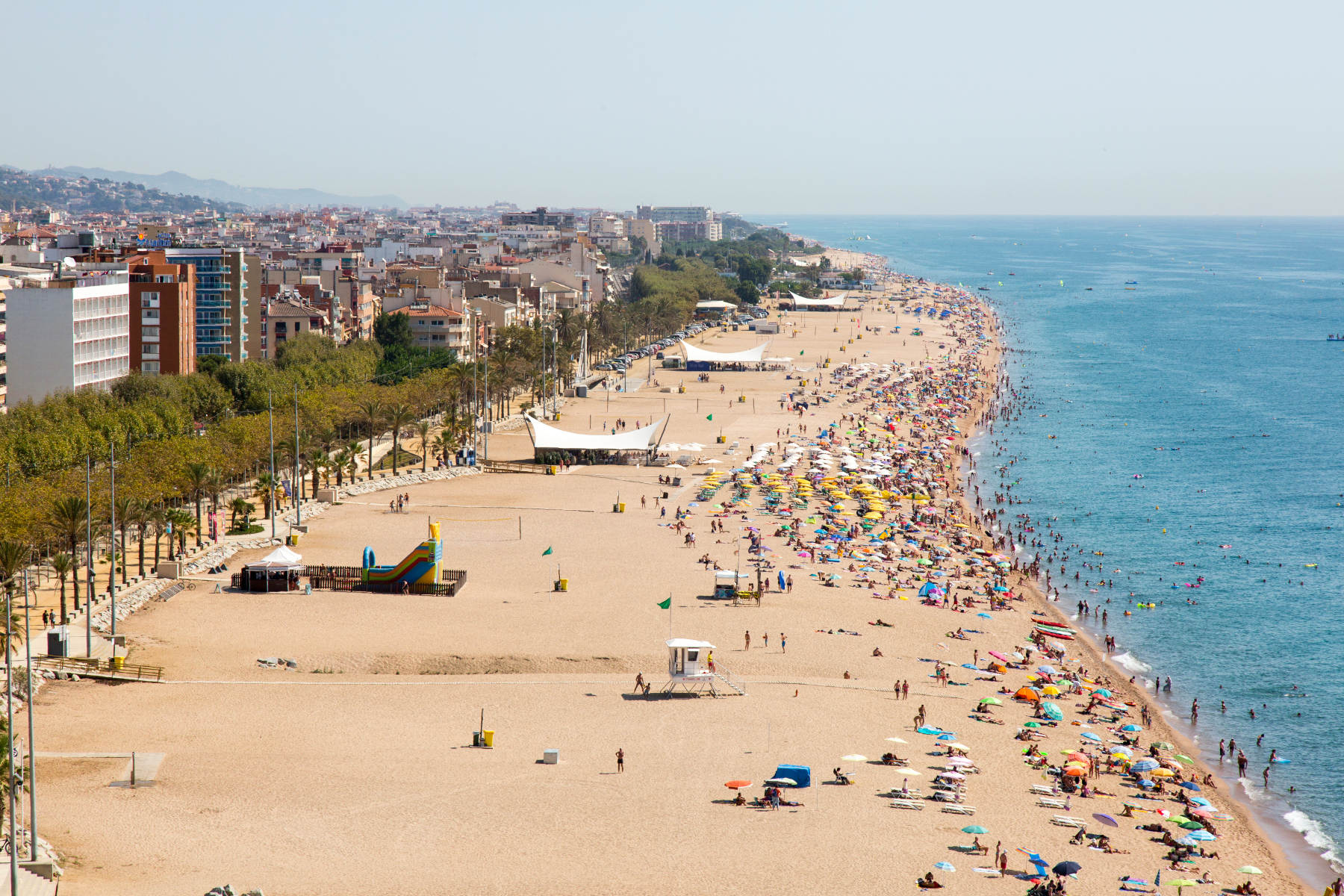
Platja de Calella
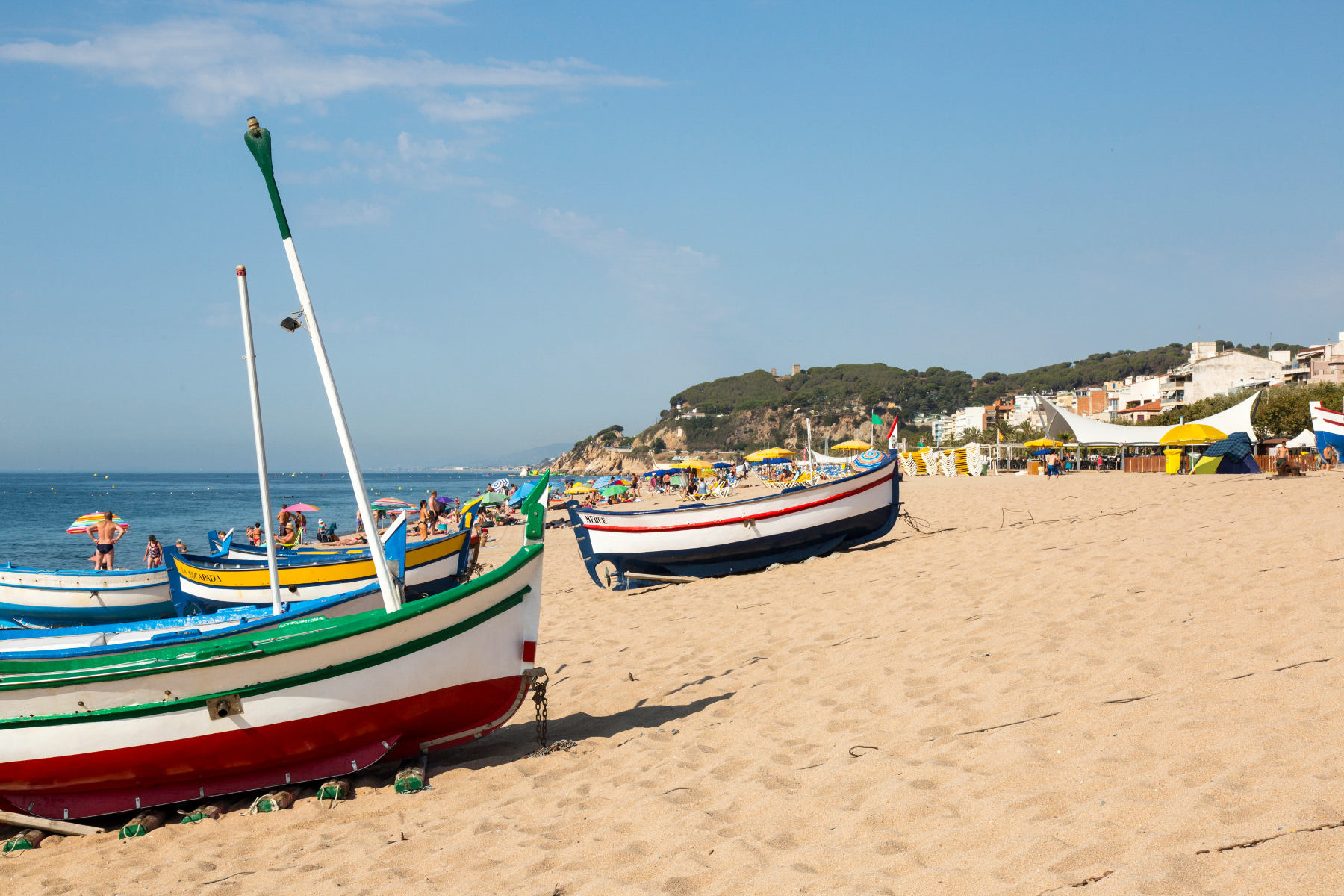
Platja Gran barques
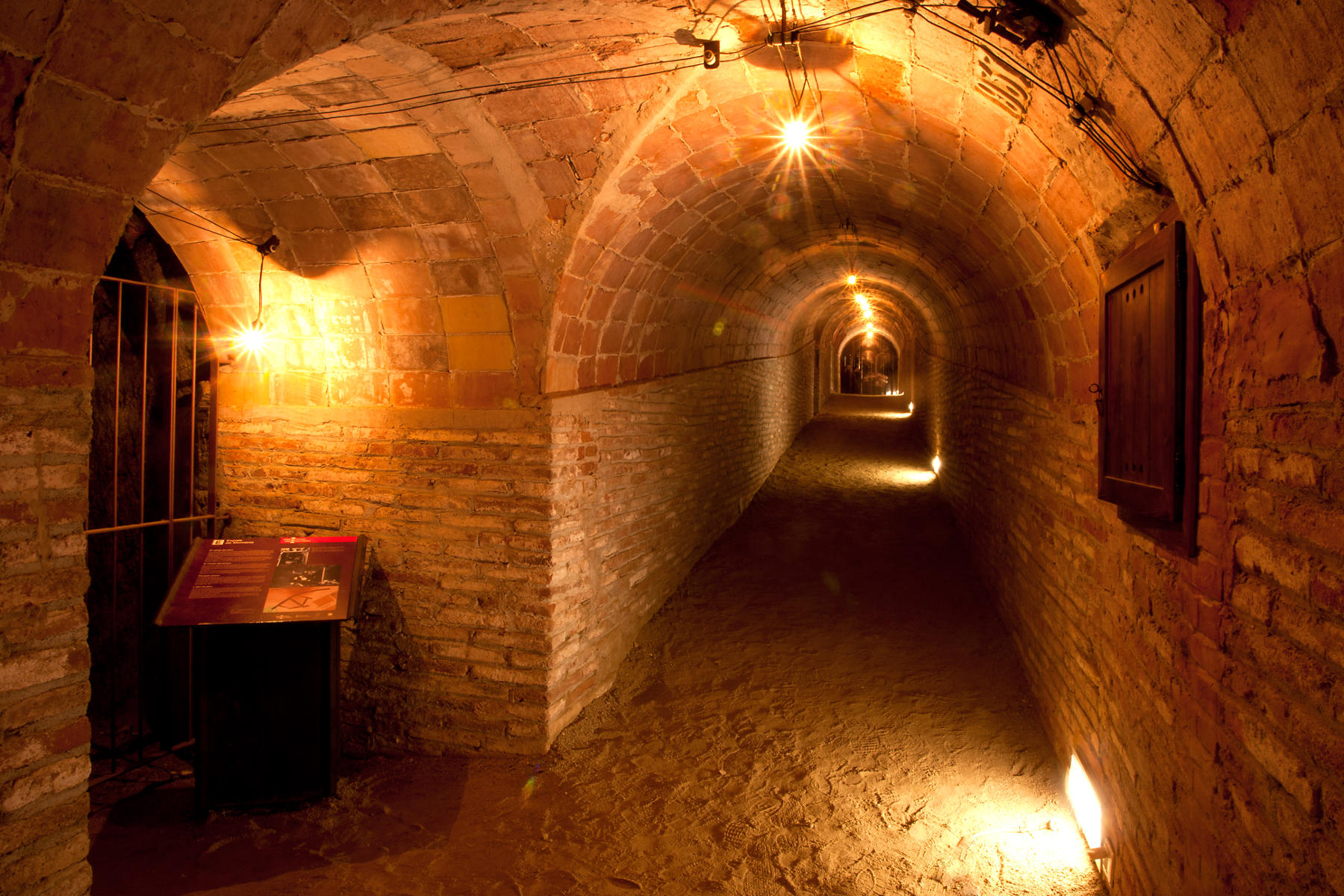
Refugi Antiaeri
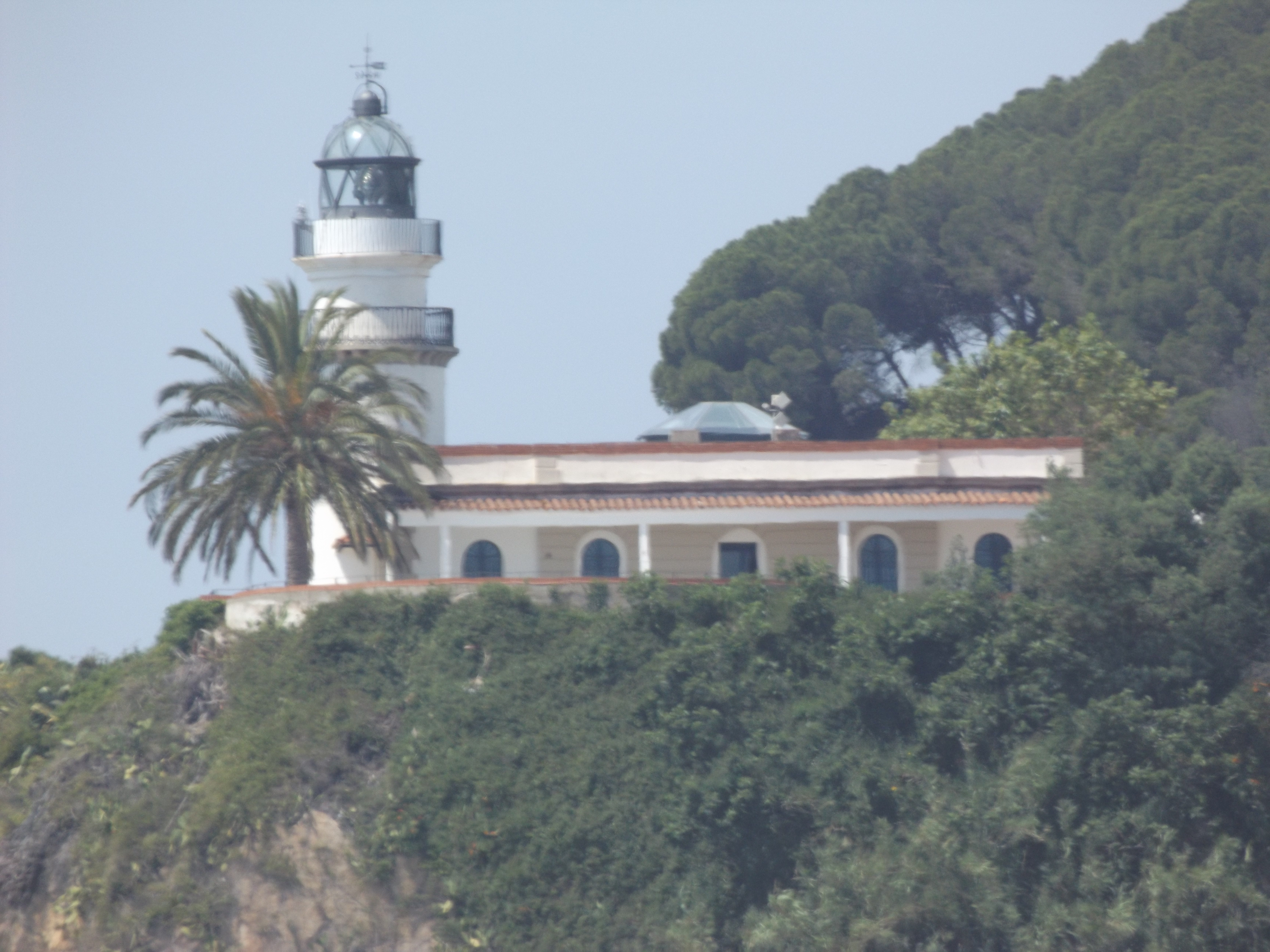
"Spanish Lighthouse Calella"

## Testvértelepülések
- Ille-sur-Têt

## Népesség
A település lakosságának változását az alábbi diagram mutatja:
| Lakosok száma | 768  | 3813 | 8207 | 7947 | 16 142 | 16 008 | 18 627 | 18 307 | 19 069 | 20 369 |
|               | 1717 | 1887 | 1936 | 1960 | 1986   | 2004   | 2009   | 2014   | 2019   | 2024   |